# Carla Colombo
Carla Colombo (21 giugno 1931 – Monza, 17 febbraio 2023) è stata una montatrice italiana.

## Biografia
Effettuò il montaggio dei primi quattro film di Ermanno Olmi (Il tempo si è fermato, Il posto, E venne un uomo, I fidanzati), oltre ad aver montato tutti i suoi precedenti documentari.

Olmi la definiva "sua straordinaria collaboratrice e maestra". In un'intervista a Jeanne Dillon sempre Ermanno Olmi dichiarava:

## Filmografia
- Il tempo si è fermato, regia di Ermanno Olmi (1958)
- Il posto, regia di Ermanno Olmi (1961)
- I fidanzati, regia di Ermanno Olmi (1963)
- Il terrorista, regia di Gianfranco De Bosio (1963)
- 700 anni fa, regia di Ermanno Olmi - documentario TV (1964)
- E venne un uomo, regia di Ermanno Olmi  (1965)
- Racconti di giovani amori, regia di Ermanno Olmi (1967)